# Bärenreiter
Bärenreiter (Bärenreiter-Verlag) è una casa editrice tedesca di musica classica, con sede a Kassel. L'azienda fu fondata da Karl Vötterle (1903-1975) ad Augusta, nel 1923, e si trasferì a Kassel nel 1927, dove mantiene tuttora la sede; ha anche uffici a Basilea, Londra, New York e Praga. La società è attualmente gestita da Barbara Scheuch-Vötterle e Leonhard Scheuch.